# Стружево (Ліпновський повіт)
Стружево (пол. Stróżewo, нім. Straußen) — село в Польщі, у гміні Добжинь-над-Віслою Ліпновського повіту Куявсько-Поморського воєводства.
Населення — 143 особи (2011).
У 1975-1998 роках село належало до Влоцлавського воєводства.

## Демографія
Демографічна структура станом на 31 березня 2011 року:
|          | Загалом | Допрацездатний вік | Працездатний вік | Постпрацездатний вік |
| -------- | ------- | ------------------ | ---------------- | -------------------- |
| Чоловіки | 78      | 15                 | 52               | 11                   |
| Жінки    | 65      | 13                 | 35               | 17                   |
| Разом    | 143     | 28                 | 87               | 28                   |